# ケン・フレッチャー
ケン・フレッチャー（Ken Fletcher, 1940年6月15日 - 2006年2月11日）は、オーストラリア・クイーンズランド州ブリスベン出身の男子テニス選手。1960年代に最盛期を迎えていたオーストラリア・テニス界にあって、ダブルスの名手として活躍し、1963年に混合ダブルスの「年間グランドスラム」を達成した。シングルスでは、1963年の全豪選手権準優勝者である。フルネームは Kenneth Norman Fletcher （ケネス・ノーマン・フレッチャー）という。

## 来歴
フレッチャーはマーガレット・スミスとペアを組んだ混合ダブルスで、すべての4大大会タイトルを獲得し、通算「10勝」を挙げた。1963年に、2人のペアは混合ダブルスで唯一の「年間グランドスラム」を達成している。フレッチャーはウィンブルドン選手権では、1963年から1968年まで混合ダブルスの決勝に進出し、そのうち4度優勝した。1967年だけはパートナーがブラジルのマリア・ブエノであったが、それはマーガレット・スミスが新婚生活のため、その年は1年間競技を退いたことによる。
マーガレット・スミスとの混合ダブルスで年間グランドスラムを達成した1963年、フレッチャーは全豪選手権で初めての4大大会シングルス決勝に進出したが、同じオーストラリアのロイ・エマーソンに 3-6, 3-6, 1-6 で敗れて準優勝に終わった。これがフレッチャーの唯一のシングルス決勝戦である。男子ダブルスでは、1964年の全仏選手権と1966年のウィンブルドン選手権で2勝を挙げているが、全仏選手権ではロイ・エマーソンとのペアで、ウィンブルドンではジョン・ニューカムとのペアで優勝した。フレッチャーとエマーソンの組は、1964年と1967年のウィンブルドンで2度の準優勝に終わっている。
2006年2月11日、フレッチャーは癌のためオーストラリア・ブリスベンで65歳の生涯を閉じた。彼の墓はブリスベン市内にある。

## 4大大会ダブルス優勝
- 全豪選手権　混合ダブルス：2勝（1963年、1964年）
- 全仏選手権　男子ダブルス：1勝（1964年）、混合ダブルス：3勝（1963年-1965年）
- ウィンブルドン選手権　男子ダブルス：1勝（1966年）、混合ダブルス：4勝（1963年、1965年、1966年、1968年）
- 全米選手権　混合ダブルス：1勝（1963年）